# فهرست خدایان بر پایه جهان فرهنگی
این فهرست نمایهای از خدایان دین‌ها، فرهنگ‌ها و اسطوره‌های مختلف جهان است که بر اساس منطقه یا فرهنگ فهرست شده‌اند.

## آفریقا

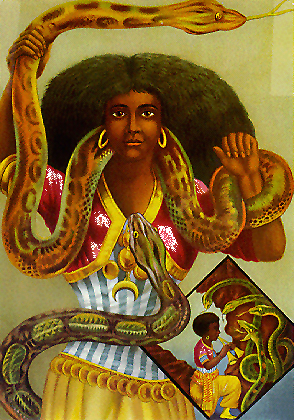
پوستر مامی واتا، «کاهن مار» حدوداً نقاشی شده‌است. ۱۹۲۶ توسط Schleisinger هنرمند آلمانی (هامبورگ)، که در زیارتگاه‌ها به عنوان تصویر محبوب مامی واتا در آفریقا و در دیاسپورا نمایش داده شد.

اُزیریس، ارباب مردگان. پوست سبز او نماد تولد دوباره است.

شمال آفریقا
- اسطوره‌شناسی بربر
- خدایان مصری
- خدایان گوانچه

جنوب صحرای آفریقا
- خدایان آفریقایی
  - آلوسی
  - خدایان یوروبا
- مذهب آفریقایی-آمریکایی
  - لوا
  - اُریشا

## آسیا
قفقاز
- خدایان ارمنی
- خدایان گرجی
- خدایان وایناخ

آسیای مرکزی
- خدایان ترک

شرق آسیا
- خدایان چینی
  - تائوئیست‌های خالص
- خدایان ژاپنی
- خدایان کره‌ای

شمال آسیا
- خدایان سیبری

جنوب آسیا
- خدایان هندو

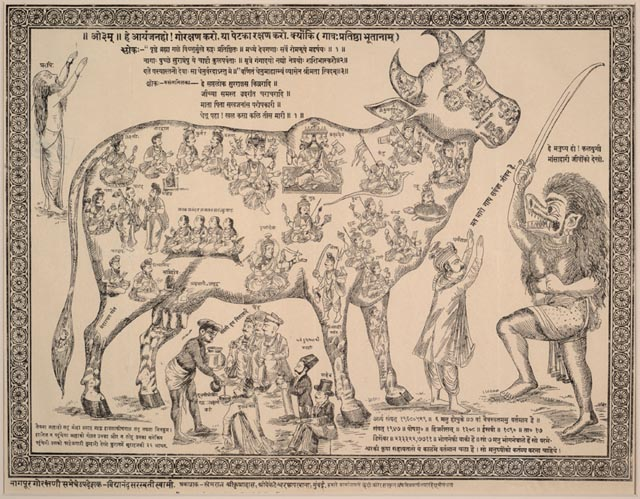
این تصویر باور هندوها را نشان می‌دهد که هر بخش از گاو مظهر یک خدای ویژه است.

  - خدایان ریگودیک (همچنین به دین پیش هندو-ایرانی مراجعه کنید)
  - خدایان محلی تامیل سری‌لانکا
  - خدایان محلی تامیل نادو
- بوداها
- بودیساتواهای بودایی
- تیرتانکارا

جنوب شرقی آسیا
- خدایان اندونزیایی
- خدایان مانیپوری
  - پادشاه خدایان در اساطیر مانیپوری
  - پادشاه خدایان مار در اسطوره‌ناسی مانیپوری
  - خدایان نیاکان مانیپور
- خدایان فیلیپینی

غرب آسیا
- آناتولی
  - خدایان هیتی
  - خدایان هوری
  - خدایان لیدیایی
- خاورمیانه
  - خدایان بین‌النهرین
    - خدایان سومری
    - پانتئون آشور-بابلی (همچنین به درخت خانواده خدایان بابلی مراجعه کنید)
    - خدایان کاسیت

  - خدایان اوگاریتی
  - خدایان سامی
    - خدایان کنعانی
    - اِلوهیم در دین‌های ابراهیمی
    - خدایان عرب پیش از اسلام
      - جن
      - خدایان نبطی
- فارس
  - ایزد (یازاتا)، همچنین به دین پیش هند و ایرانی مراجعه کنید
  - عیلام

## قاره آمریکا
آمریکای مرکزی
- خدایان آزتک
- خدایان مایا

آمریکای شمالی
- خدایان اینویت
- خدایان بومی آمریکا

آمریکای جنوبی
- خدایان اینکا
- گوارانی
- ماپوچه
- مویسکا

## اروپا
- خدایان بالتیک
  - خدایان لتونی
  - خدایان لیتوانی
- خدایان سلتیک
  - خدایان ایرلندی
- خدایان اتروسکی
- خدایان فنلاندی
- خدایان آلمانی
  - خدایان آنگلوساکسون
  - فهرست خدایان و الهه‌های نورس
- خدایان یونانی (همچنین به فهرست شخصیت‌های اسطوره‌ای یونان، دوازده ایزد المپیکی، فرقه قهرمان یونانی، شجره‌نامه خدایان یونانی، خدایان میسنی، هلنیسموس مراجعه کنید)
  - سه‌گانه نوافلاطونی
- خدایان مجارستانی
- خدایان لوسیتانی
- خدایان پارینه-بالکانی (داسی/ایلیاتی/تراکیا)
- قدیسان حامی
- فهرست خدایان رومی
- خدایان سامی
- خدایان اسلاو
- خدایان تلمایی

## اقیانوسیه
- خدایان بومی استرالیا
- خدایان پلینزی
  - خدایان هاوایی
  - خدایان مائوری نیوزلند
  - خدایان راپا نویی جزیره ایستر